# Laiskotellen

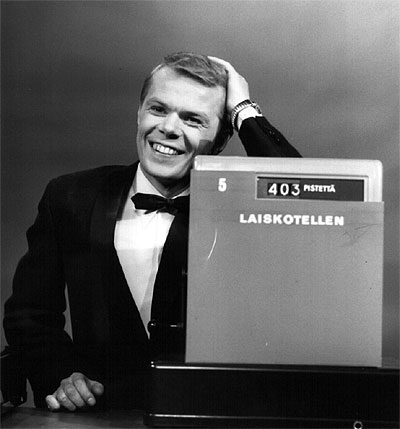
Lasse Mårtenson, intérprete de la canción, tras ganar la final nacional finlandesa para el Festival de la Canción de Eurovisión 1964.

«Laiskotellen» —en español: «Holgazaneando»— es una canción compuesta e interpretada en finés por Lasse Mårtenson. Se lanzó como sencillo en 1964 mediante Philips. Fue elegida para representar a Finlandia en el Festival de la Canción de Eurovisión de 1964 tras ganar la final nacional finlandesa en 1964.
La canción también fue grabada en italiano («Cara domenica») y sueco («Week-end», con letra de Stig Anderson) por Mårtenson.

## Festival de Eurovisión

### Final nacional
Esta canción participó en la final nacional para elegir al representante finlandés del Festival de la Canción de Eurovisión de 1964, celebrada el 15 de febrero de ese año en los estudios de Yleisradio y presentada por Aarno Walli. Primero, la canción fue interpretada en la semifinal, donde el público votaba a sus favoritas por correo y las seis canciones con más puntos calificaban para la final. La canción logró pasar a la final, donde se declaró ganadora con 403 puntos, 168 más que la canción subcampeona.

### Festival de la Canción de Eurovisión 1964
Esta canción fue la representación finlandesa en el Festival de Eurovisión 1964. La orquesta fue dirigida por George de Godzinsky.
La canción fue interpretada 5ª en la noche del 21 de marzo de 1964 por Lasse Mårtenson, precedida por Dinamarca con Bjørn Tidmand interpretando «Sangen om dig» y seguida por Austria con Udo Jürgens interpretando «Warum nur, warum?». Al final de las votaciones, la canción había recibido 9 puntos, y quedó en 7º puesto de un total de 16.
Fue sucedida como representación finlandesa en el Festival de 1965 por Viktor Klimenko con «Aurinko laskee länteen».

## Letra
La canción habla sobre no hacer nada en un día de domingo, incluso sabiendo que dentro de poco será lunes, sugiriendo que «puedes aprovecharlo bien: canta una canción de satisfacción».

## Formatos
| Finlandia - Disco de vinilo 7" |                                 |          |  |
| N.º                            | Título                          | Duración |  |
| 1.                             | «Laiskotellen»                  | 2:40     |  |
| 2.                             | «Ehkä kerran (Qualcosa di mio)» | 2:40     |  |

| Suecia - Disco de vinilo 7" |            |          |  |
| N.º                         | Título     | Duración |  |
| 1.                          | «Minnen»   |          |  |
| 2.                          | «Week-end» | 2:40     |  |

## Créditos
- Lasse Mårtenson: composición, voz, instrumentación
- Sauvo Puhtila: letra
- Philips Records: compañía discográfica

Fuente:

## Historial de lanzamiento
| Región    | Fecha | Formato                   | Discográfica      | Ref.  |
| --------- | ----- | ------------------------- | ----------------- | ----- |
| Finlandia | 1964  | Disco de vinilo 7"        | Philips Records   | [ 1 ] |
| Suecia    | 1964  | Disco de vinilo 7", promo | Metronome Records | [ 4 ] |